# Иван Бардаров
Иван Бардаров е български революционер, деец на Вътрешната македоно-одринска революционна организация.

## Биография
Иван Бардаров е роден в град Щип, тогава в Османската империя. Става български учител. Преподава в Богданци, където председателства местния комитет на ВМОРО. По-късно работи в Струмишко. При Баялската афера в началото на 1901 година става нелегален и се присъединява към четата на Михаил Герджиков.